# Danuta Kaczorowska
Danuta Maria Kaczorowska z domu Domańska (ur. 17 lipca 1914 w Olchowcach, zm. 17 czerwca 2017 w Szczecinie) – polska lekarz pediatra z tytułem doktora, działaczka społeczna i polityczna.

## Życiorys

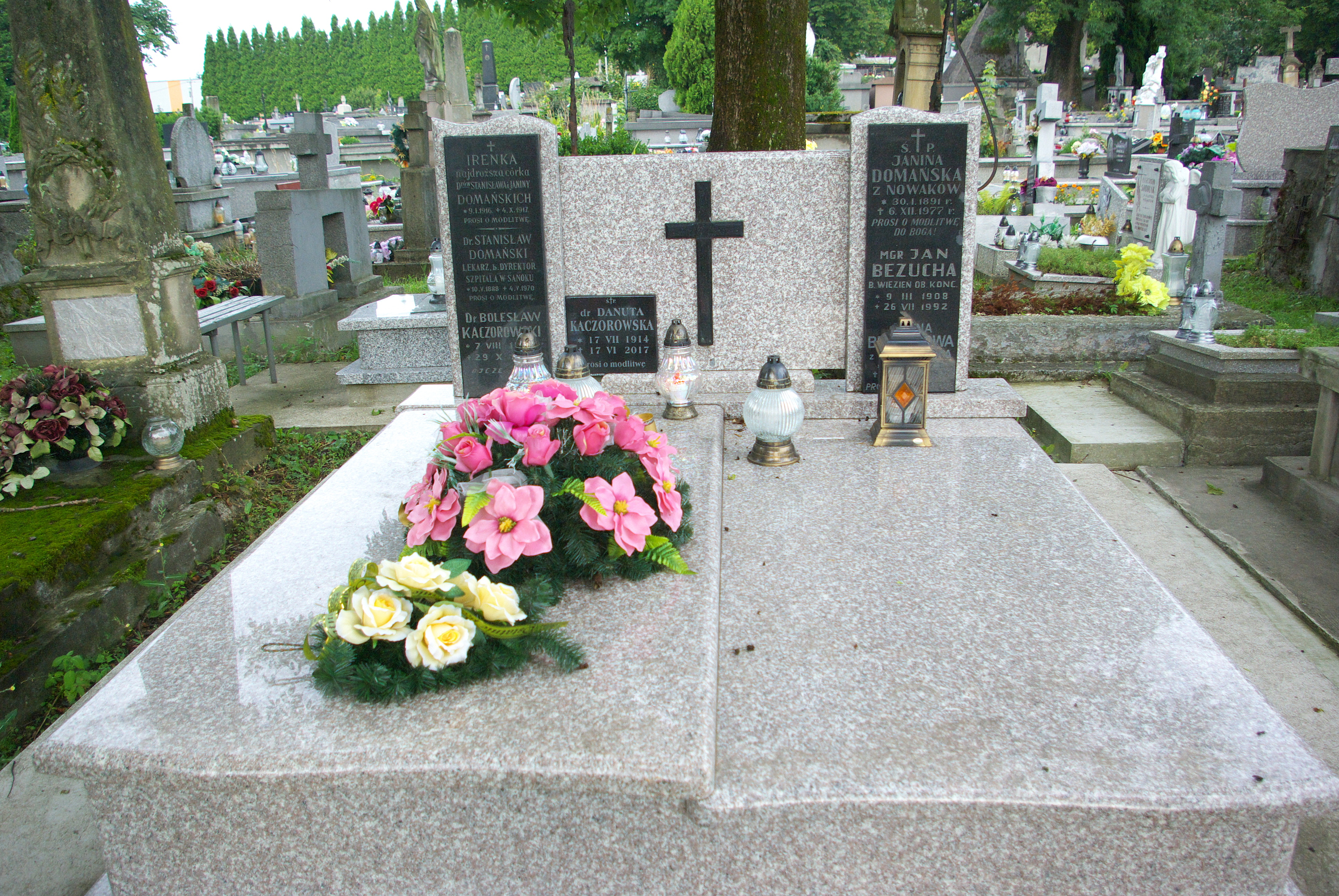
Grobowiec rodzin Domańskich, Bezuchów i Kaczorowskich w Sanoku (2017)

Danuta Maria Kaczorowska urodziła się 17 lipca 1914 w Olchowcach pod Sanokiem. Była córką tamtejszego lekarza, dr. Stanisława Domańskiego (1888–1970) i Janiny Honoraty z domu Nowak (1891–1977, córka Antoniny i Józefa Nowaków, właścicieli dóbr ziemskich w podsanockich Olchowcach). Jej rodzeństwem byli: Irena (1916–1917), Janina (1917–2008, żona Jana Bezuchy), Wiktor Adam (zm. w 1941 w obozie Auschwitz-Birkenau.
W 1932 ukończyła Gimnazjum Żeńskie im. Emilii Plater w Sanoku (w jej klasie była Zofia Bandurka). W latach 30. podjęła studia na Wydziale Lekarskim Uniwersytetu Jana Kazimierza we Lwowie. Podczas studiów, 4 września 1937, wyszła za mąż za lekarza dr. Bolesława Kaczorowskiego z Krakowa (syna Bronisława), w związku z czym od IV roku studiów kontynuowała kształcenie w Collegium Medicum Uniwersytetu Jagiellońskiego. Naukę przerwał wybuch II wojny światowej w 1939, w związku pozostała w rodzinnym domu-willi przy ulicy Adama Mickiewicza w Sanoku, a po powrocie męża do tego miasta w styczniu 1940, zlikwidowała wraz z nim ich dotychczasowe mieszkanie w Krakowie, po czym pomagała mu w prowadzeniu praktyki lekarskiej w Sanoku. Podczas okupacji niemieckiej w domu uzyskiwali schronienie uciekinierzy wojenni, a także kwaterowali Niemcy. Danuta Kaczorowska potajemnie prowadziła kursy pierwszej pomocy dla dziewcząt, a także wspierała osoby udające się przez Sanok celem przekroczenia granicy z Węgrami. Podczas wojny urodziła dwoje dzieci: Martę Wiktorię (ur. 1941) i Marka. W tym czasie w Sanoku działał społecznie także jej mąż.
Tuż po wojnie podjęła przerwane studia i uzyskała dyplom lekarski na Uniwersytecie Jagiellońskim w 1946. Następnie zamieszkała w Rzeszowie, gdzie jej mąż został ordynatorem oddziału ginekologicznego, a ona w tej samej placówce odbywała staż i prowadziła laboratorium analityczne. Następnie otrzymała zadanie zorganizowania i kierownictwa oddziału dziecięcego w Szpitalu Wojewódzkim w Rzeszowie. Pracowała tam od 1947 do 1950. Po przeniesieniu do Iwonicza-Zdroju pracowała w tamtejszej przychodni i w sanatorium dziecięcym „Zofiówka”, udzielała się społecznie oraz podjęła studia specjalistyczne w dziedzinie pediatrii. W uzdrowisku pracowała od 1950 do 1957. Ukończyła specjalizację I i II stopnia w dziedzinie pediatrii. Na propozycję wojewódzkiego konsultanta medycznego prof. Jana Stefana Raszka w 1957 przyjęła pracę w oddziale dziecięcym Szpitala Powiatowego w Sanoku, funkcjonującym w budynku internatu medycznego (siedziba Liceum Medycznego) nieopodal głównej siedziby sanockiego szpitala, będąc początkowo jednym z dwóch lekarzy pediatrów (drugim był Hański). Sprawowała stanowisko ordynatora oddziału dziecięcego w Sanoku od 1957 do 1975 etatowo oraz od 1976 do 1977 wzgl. 1978 jako pełniąca obowiązki (od 1964 lub 1966 sanocki szpital częściowo działał w nowej siedzibie). Po odejściu z pracy nadal była zaangażowana w ochronie zdrowia, pracując m.in. w poradni Higieny Szkolnej (1978-1993), na stanowisku kierownika Poradni Medycyny Szkolnej w Sanoku oraz wspierając organizację przedszkoli i żłobków. Jako nauczycielka niepełnozatrudniona wykładała w Liceum Medycznym w Sanoku.
Działała w związku służby zdrowia. Prowadziła wykłady w ramach Uniwersytetu Ludowego. Była aktywistką Ligi Kobiet Polskich, była członkiem zarządu LKP. Należała do Stronnictwa Demokratycznego, pełniła funkcję przewodniczącej Powiatowego Komitetu SD w Sanoku, na I Wojewódzkim Zjeździe Delegatów SD w Krośnie uzyskała mandat na XI Kongres SD. Była radną Miejskiej Rady Narodowej w Sanoku kadencji 1961–1965. Na przełomie lat 60./70. była także radną Wojewódzkiej Rady Narodowej w Rzeszowie, w 1969 kandydowała z ramienia Frontu Jedności Narodu.
W okresie PRL zamieszkiwała przy ul. Kazimierza Wielkiego 8 w Sanoku. Na emeryturze zamieszkała wraz z córką w Szczecinie. Była autorką wspomnień, w tym zatytułowanych Wspomnienia o moim ojcu doktorze Stanisławie Domańskim.
Zmarła 17 czerwca 2017 w Szczecinie w wieku 103 lat, została pochowana w grobowcu rodzinnym Domańskich, Kaczorowskich i Bezuchów na Cmentarzu Centralnym w Sanoku 23 czerwca 2017, gdzie wcześniej spoczęli jej rodzice, mąż dr Bolesław Kaczorowski (1908–1995) oraz siostry Irena i Janina z mężem.

## Odznaczenia i wyróżnienia
- Krzyż Kawalerski Orderu Odrodzenia Polski[7]
- Złoty Krzyż Zasługi[7]
- Odznaka „Zasłużony pracownik służby zdrowia”[7]
- Odznaka „Zasłużony Bieszczadom” (1987)[33]
- Medal 50-lecia Stronnictwa Demokratycznego (1988)[34]
- „Jubileuszowy Adres” (1984)[35]
- Odznaczenia regionalne[7]